# هونگ سو هیون
این یک نام کره‌ای است؛ نام خانوادگی هونگ است.
هونگ سوهیون (انگلیسی: Hong Soo-hyun؛ زادهٔ ۱۵ فوریهٔ ۱۹۸۱) یک هنرپیشه، و بازیگر سینما اهل کره جنوبی است. وی از سال ۱۹۹۶ میلادی تاکنون مشغول فعالیت بوده‌است.

## مجموعه تلویزیونی
- ۱۹۹۹ شبح
- ۲۰۰۰ بی‌وقفه
- ۲۰۰۱ پیشنهاد خوشمزه
- ۲۰۰۱ مثل پدر، برخلاف پسر
- ۲۰۰۱ قلب‌های حساس
- ۲۰۰۲ آهنگ مادر
- ۲۰۰۲ بیا ازدواج کنیم
- ۲۰۰۳ همسر پادشاه
- ۲۰۰۳ سانگ دو! بیا بریم مدرسه
- ۲۰۰۴ خانم کیم میلیاردر می‌شود
- ۲۰۰۴ خانواده دوست داشتنی من
- ۲۰۰۵ فقط تو
- ۲۰۰۶ ته جویونگ
- ۲۰۰۹ وسوسه یک فرشته
- ۲۰۱۱ دروغ به من
- ۲۰۱۱ عشق شاهزاده خانم
- ۲۰۱۲ خداحافظ همسر عزیزم
- ۲۰۱۳ جانگ اوک‌جونگ، زندگی برای عشق
- ۲۰۱۳ یک عشق کوچک هرگز صدمه نمی‌زند
- ۲۰۱۵ مادر
- ۲۰۱۷ سگ دیوانه
- ۲۰۱۸ پسر پولدار
- ۲۰۱۸ ملکه مرموز ۲
- ۲۰۲۰ اگه می‌تونی خیانت کن
- ۲۰۲۱ دانشگاه پلیس
- ۲۰۲۲ دیگه وقت نمایشه
- ۲۰۲۲ بادکنک قرمز
- ۲۰۲۳ شکوفایی جوانی ما